# Сельма Якобссон

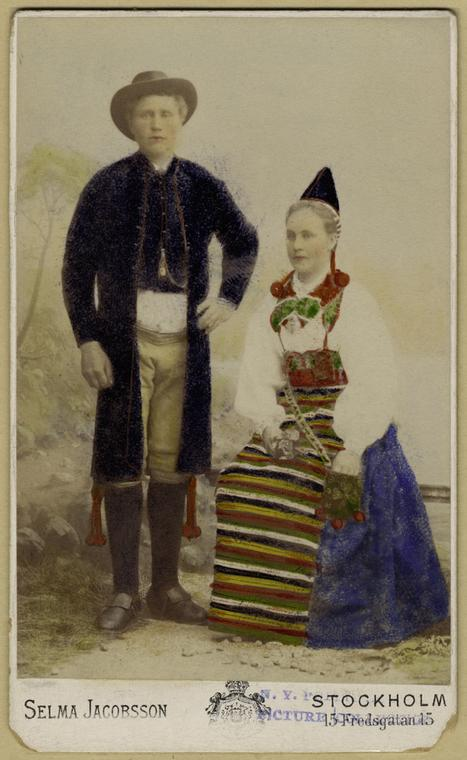
Сельма Якобссон: розмалювана вручну студійна фотографія народного костюма

Сельма Якобссон (27 січня 1841, Стокгольм — 30 березня 1899, Стокгольм) — шведська придворна фотографка. Мала власну фотостудію в Стокгольмі.

## Життєпис
Сельма Якобссон народилася 27 січня 1841 року в Стокгольмі, в родині бізнесмена Леві Абрагама Якобссона та Саллі Пол, сестри оперного співака Агнеса Якобссона та архітектора Ернста Якобссона. 
У 1881 році одружилася з вірменським мовознавцем Норайром де Бізансом. 
Якобссон була ученицею елітної щведської фотографки Берти Валеріус. У 1872 році вона відкрила власну фотостудію в Стокгольмі. Якобссон була успішною фотографкою з клієнтурою в дипломатичному корпусі та з вищого світу. У 1899 році вона, як раніше її наставниця, була призначена фотографкою королівського двору.

## Галерея

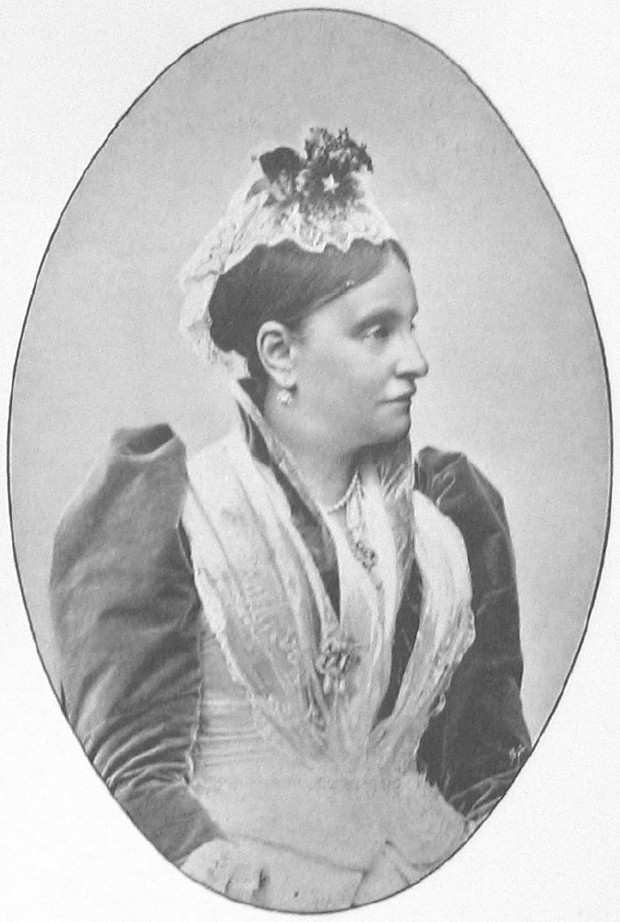
Принцеса Тереза Сакстен-Альтенбурзька (1836–1914)
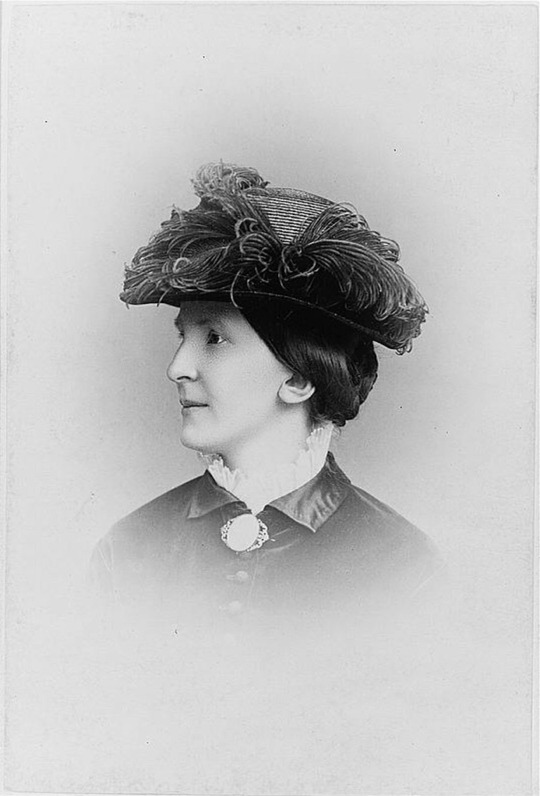
Анна Гіерта-Ретзіус шведська філантропка й феміністка
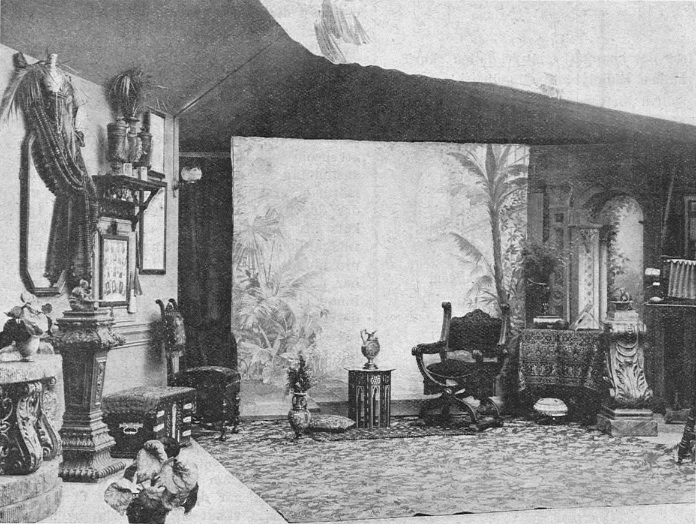
Ательє Сельми Якобссон
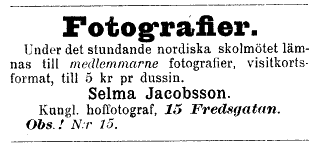
Оголошення Сельми Якобссон у Шведських вчительських новинах, 1895